# Janiki (Goliszowiec)
Janiki – przysiółek wsi Goliszowiec w Polsce położony w województwie podkarpackim, w powiecie stalowowolskim, w gminie Zaklików. Przysiółek jest częścią sołectwa Goliszowiec.
W latach 1975–1998 przysiółek administracyjnie należał do województwa tarnobrzeskiego.
22 października 1943 żandarmeria niemiecka spacyfikowała wioskę. Niemcy zamordowali kilkanaście osób (nazwiska 14 zdołano ustalić) i spalili wszystkie zabudowania.